# 각뿔
각뿔(pyramid)은 밑면의 각 변을 밑변으로 하고 밑변 밖에 있는 한 점을 꼭짓점으로 하는 삼각형과 원래의 밑면으로 둘러싸인 입체 도형이다. 이때 삼각형 부분을 옆면이라 하며, 밑면 밖에 있는 한 점을 각뿔의 꼭짓점이라 부른다. 이는 각각 정팔면체, 정이십면체의 일부로 만들어지며, 정삼각뿔은 정사면체이다. 이를 부풀리면 비틀어 붙인 지붕이 되고, 확장시킨 개념이 지붕과 둥근지붕이다. 또한 다른 종류의 다면체와 마찬가지로 오목한 각뿔도 있으며, 별 오각뿔은 큰 이십면체의 꼭짓점의 일부분에 해당한다. 유클리드 평면에서 모든 면이 볼록한 정각뿔은 정삼각형이 각뿔의 한 점에 모여 있어야 하고, 7개 이상 모이면 내각의 합이 420°로 평면 360°를 초과하기 때문에 면이 겹치어진다. 즉 이보다 더 많은 정삼각형은 한 점에 모으는 게 불가능하다는 이야기이다. 따라서 각 면이 모두 정다각형인 볼록한 각뿔은 각기둥이나 엇각기둥과 달리 정사면체를 포함하여 총 3가지뿐이다. 또한 오목한 각뿔도 있으며, 별 오각뿔, 별 칠각뿔이 있다. 오목한 각뿔 역시나 볼록한 각뿔과 마찬가지로 자기자신이 쌍대인 다면체이다.

## 종류
| 삼각뿔 | 사각뿔 | 오각뿔 | … |

등이 있으며, 옆면이 모두 합동인 정삼각형이고, 밑면이 정다각형일 경우 이 두 가지 사각뿔과 오각뿔은 모든 면이 정다각형인 각뿔이며, 존슨의 다면체가 된다. 정육각뿔은 평면 도형이다. 하지만, 높은 차수의 각뿔은 비정다각형 이등변삼각형으로 만들어질 수 있다. 그리고 칠각뿔과 그 이상의 각뿔은 모든 면을 정다각형만으로는 만들 수 없다.

## 성질
삼각뿔과 관련된 고른 다면체:정사면체(그대로)
사각뿔과 관련된 고른 다면체:정팔면체(서로 밑면끼리 맞붙임)
오각뿔과 관련된 고른 다면체:정이십면체(서로 밑면끼리 맞붙이고 중간에 엇정오각기둥(3.3.3.5)을 끼워 놓음)
육각뿔 (평면)과 관련된 고른 타일링: 정삼각형 타일링
칠각뿔 이상: 정삼각형 7개가 모이면 420°로 이는 평면이 겹치기 때문에 이 이상은 불가능함. 이는 팔각뿔과 그 이상 도 마찬가지이다. 참고로, 모든 면이 정다각형인 볼록한 각뿔은 면이 모두 정삼각헝인 정다면체가 관련된 고른 다면체이다.

## 공식
밑면의 넓이가 {\displaystyle A_{b}}, 밑면의 둘레가 {\displaystyle p}, 높이가 {\displaystyle h}, 옆면을 이루는 삼각형이 모두 높이가 {\displaystyle s}인 이등변삼각형일 때 이 각뿔의 부피와 겉넓이는 다음과 같다.
{\displaystyle V={\frac {1}{3}}A_{b}h}
{\displaystyle A=A_{b}+{\frac {ps}{2}}}

## 관련 사실
- 정사면체는 모든 면이 정삼각형인 삼각뿔이다.
- 밑면이 원인 원뿔은 각뿔이 아니다.
- 뿔/지붕형 다면체와 이에 관련된 고른 다면체의 목록
- (둥근)지붕
- (비틀어) 늘린 맞붙인/비틀어 붙인 지붕 및 (비틀어 늘린 지붕) 늘린 지붕, 그리고 (비틀어) 늘린 쌍각뿔과 각뿔

## 같이 보기
- 쌍각뿔